# 始基
始基（羅馬化：arkhḗ），又译作本原，是源自古希腊哲学中的概念，指世界万物的来源与存在的根据。
不同地方的人對於世界最初形態都感到好奇，而此概念可追溯至古希腊米利都学派的泰勒斯。其学生阿那克西曼德则首次提出了始基的定义：“各种存在物由它产生，毁灭后又复归于它”。其他古希腊哲学家对始基亦有不同观点，毕达哥拉斯学派认为是“数”，爱利亚学派认为是“存在”，柏拉图认为是“理念”等。除了西方探討始基外，不同宗教和不同地方的人都嘗試追溯世界之始。

## 西方哲學

### 原子說
留基伯、德谟克利特认为世界始基是“原子”。這學說認為一切事物都由「原子」構成。他們只有形狀、次序和位置上不同，由此構成萬物。原子說認為原子在空虛間不斷移動，在移動期間又會不斷碰撞、分裂然後再組合，從而使物質發生改變。這些原子的數量雖然無窮無盡，但是所組合的數量是有限的，由此解釋了現存物質數量是有限的。

### 水說
米利都学派的泰勒斯認為世界起源是水。在泰勒斯以前，希臘人都以神話基礎解釋世界，然而泰勒斯則觀察自然萬物思考世界。他認為，萬物都可以改變、萬物都可以流動。然而水可以從液態變成固態、亦可以變成氣態。因此他總結水就是構成一切物質的基本元素。
中國哲學家管仲亦提出「水」為萬物之始基。他認為萬物皆不離水，是生命的植根之處。除此以外，他亦觀察水和人的個性關係。如齊國的水急而流盛，因此貪婪、粗暴和好勇；而楚國的水則較柔弱而清白，因此當地的人都較果斷和敢為。

### 氣說
阿那克西美尼和第歐根尼則认为万物始基为「氣」。他們認為氣體是萬物之源，物質是通過氣體的聚和散而產生的，阿那克西美尼則同時認同火是最精純的空氣。
天帝教則以「炁」來代表宇宙的能量。根據《天人文化聖訓輯錄》記載，因「炁」之轉動產生了「氫」和「氧」，而「氫」和「氧」的結合燃燒才產生了「水」。

### 火說
赫拉克利特則認為萬物根基是“火”，他認為「火可以轉為一切，一切亦可以轉為火」，而現在、過去、未來都是永恆的火。它自然有分寸地燃燒和熄滅。

### 種子說
阿那克萨哥拉认为萬物根基是“种子”。太初的混沌分成冷的迷霧和暖的以太，冷霧形成水、木、石等。生命的「種子」由水載送至地，動物從濕暖的泥土中長出來。除此以外，他認為始基是無限的，幾乎所有東西都有共同的部份組成，是為同素體。他認為生成和消滅其實就是合併和分離，因此無所謂的生和滅。在此意義下，物質為永恆的存在。

### 四根說
後來，恩培多克勒總結了以上各學派的論點，提出了地﹑水﹑火與風四種元素。並且它們可以不斷融合和分開。他認為：“它们有时从多种生一，有时从一中生多。”從此產生了世界上種種變化著的複雜物質。

## 中國哲學

### 道家
老子認為，世界始基為道，所謂「道生一，一生二，二生三」。除此以外，他還認為道會生長，培育萬物。並且道是無形無象，不可描述。當「道」應用在物理世界時，則可稱為「德」。而莊子則繼承了老子的學說，認為「道」是宇宙萬物的最後根源。他認為天地形成後天地之間皆為「氣」，而氣的形態則為「陰」和「陽」。陰陽相交則成萬物。因此，莊子把生和滅視為氣的聚散。

## 宗教哲學

### 亞伯拉罕諸教
基督教則認為世界由神創，而神則是自有永有。而自有永有，則是不受任何力量所影響他存在或不存在，祂是超越時間和空間。然而，這裡的“我是自有永有”在希伯來文為同一個詞，在希伯來文中“是”有“存在”的意思。比如創世記1：3，“神說：‘要有光’，就有了光”（和合本版），這裡面的“有”就是這個字。

### 婆羅門教
婆羅門教則認為梵為世界的起源，跟道教教義中的「道」同樣無形無相。「大梵」即為終極現實之意，而「小梵」即為婆羅門階層。印度教認為，梵為世界的運動法則，一切由梵而生，滅後亦回歸於梵。佛教興起後, 佛教神話吸收了大梵的概念成為大梵天王，成為佛教神話中的護法神之一，然而, 與婆羅門教不同, 佛教認為萬物無始無終，沒有梵在背後支撐其存在性，一切皆是無常的。印度教出現後，發展出了「上梵」和「下梵」的概念。